# Hypogastrura agaricina
Hypogastrura agaricina är en urinsektsart som beskrevs av Bourlet 1841. Hypogastrura agaricina ingår i släktet Hypogastrura och familjen Hypogastruridae. Inga underarter finns listade i Catalogue of Life.